# Fryderyk Antoni
Friedrich Anton (I) (ur. 14 sierpnia 1692 w Rudolstadt, zm. 1 września 1744 tamże) – książę Schwarzburg-Rudolstadt. Jego władztwo było częścią Świętego Cesarstwa Rzymskiego Narodu Niemieckiego
Był najstarszym synem księcia Schwarzburg-Rudolstadt Ludwika Fryderyka I i jego żony księżnej Anny Zofii. Na tron wstąpił po śmierci ojca 24 czerwca 1718.
8 lutego 1720 w Saalfeld/Saale poślubił księżniczkę Saksonii-Coburg-Saalfeld Zofię Wilhelminę. Para miała troje dzieci:
- Jana Fryderyka (1693–1727), kolejnego księcia Schwarzburg-Rudolstadt.
- księżniczkę Zofię Wilhelminę (1723–1723)
- księżniczkę Zofię Albertynę (1724–1799)

Jego drugą żoną była księżniczka Fryzji Wschodniej Krystyna Zofia. Ich ślub odbył się 6 stycznia 1729 w Stadtilm. Z tego związku nie miał dzieci.